# Sümeghy Mihály (főszolgabíró)
Lovászi és szentmargitai Sümeghy Mihály Ferenc (Söjtör, Zala vármegye, 1793. október 20. -Nagykanizsa, 1850. december 5.) Zala-, Somogy- és Varasd vármegyei táblabíró, konzervativ politikus a reformkori Zalában, jogász, kapornaki főszolgabíró, földbirtokos.

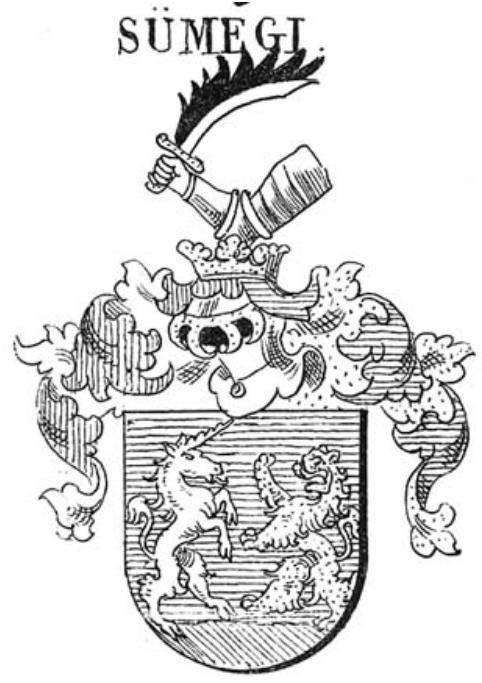
A lovászi és szentmargithai Sümeghy család címere

## Családja és származása
A Zala vármegyei nemesi származású, lovászi és szentmargitai Sümeghy család sarja. Édesapja lovászi és szentmargitai Sümeghy József (1757–1832), zalai alispán, királyi tanácsos, táblabíró, söjtöri földbirtokos, édesanyja,  lovászi Jagasics Julianna (1775-1804) úrnő volt. Apai nagyszülei, Sümeghy Ferenc (1723-c.1766), táblabíró, birtokos és pókafalvi Póka Marianna (1728-1797) voltak. Anyai nagyszülei lovászi Jagasics András (1728–1786) zalai alispán és rábabogyószlói Vajda Sára voltak. Keresztszülei egyházasbüki Dervarics Mihály és tubolyszeghi Tuboly Terézia voltak. Nagynénje boldogfai Farkas János zalai főjegyzőné lovászi és szentmargitai Sümeghy Judit (1754-1820) úrnő, akinek a fia boldogfai Farkas János Nepomuk (1774-1847), táblabíró, Zala vármegye helyettes alispánja és öccse, boldogfai Farkas Ferenc (1779-1844), jogász, táblabíró, volt. Egyik sógora felsőeőri Bertha Ignác (1780–1847), Vas vármegye alispánja, táblabíró, földbirtokos, akinek a neje lovászi és szentmargitai Sümeghy Judit Marianna (1791–1880) úrnő; a másik sógora Kerkapoly Mór (1821–1888) jogász, 1848-as szabadságharc őrnagy, országgyűlési képviselő, földbirtokos, a "Zalavármegyei Gazdasági Egyesület" tagja, akinek a hitvese lovászi és szentmargitai Sümeghy Mária (1823–1903) asszony volt.

## Élete
Sümeghy Mihály Nagykanizsán járt gimnáziumba, később, Pesten jogi hallgató volt, majd 1814-ben végezte a jogi tanulmányait a Győri Királyi Jogakadémián. Gyakori vendég volt a keszthelyi Georgikonban, ahol az ottani összegyűlő társasággal verseivel és irományaival jeleskedett. Sümeghy Mihály 1817. április 16.-ától 1817. június 16.-áig a kapornaki járás alszolgabírája volt, majd 1817. június 16.-a és 1821. június 1.-je között Zala vármegye másodaljegyzőjeként tevékenykedett. 1821. június 1.-je és 1823. november 3.-a között a kapornaki járás főszolgabírája volt. Később, ugyanezt a tisztséget töltötte be 1825. június 6.-ától 1828. június 8.-áig.
Fivérével, lovászi és szentmargitai Sümeghy Ferenc (1819-1869) úrral ellentétben, Sümeghy Mihály táblabíró Csertán Sándor és Deák Ferenc politikai nézeteit, javaslatait erősen ellenezte, amikor ezek az 1840-es évek során hangzottak el. Sümeghy Ferenc végül Deák Ferenc egyik legközelebbi és nagyobb támogatója volt. 1848. március 15.-én jelen volt a zalai megyegyűlésen, amikor a szabadságharc kitört.

## Irományai
- Észrevételek az Augsburgi Közönséges Levelekben foglalt tudositás eránt. 1820. 12 f. Fol. Hung. 62. Cenz. nem eng. A Tud. gyűjt. számára készült cikk.
- Elme Futtatások. Söjtör 1827-1828. 21 f. Quart. Hung. 82. A Nemzeti Casinóról.[10]